# Бурлака Ісак Юхимович
Ісак Юхимович Бурлака (1907 — 13 грудня 1944) — радянський військовослужбовець, учасник Другої світової війни. Герой Радянського Союзу.

## Біографія
Ісак Бурлака народився в 1907 році в селі Пеньківка нині Літинського району Вінницької області в родині бідного селянина. Освіта початкова. Працював з дитинства. У липні 1941 року, Літинський район був окупований німецькою армією. Виявився відрізаний від решти світу військовими діями, проживши в окупації до весни 1944 року. Покликаний в армію 23 березня 1944 року Літинським райвійськкоматом. В діючій армії — з квітня 1944 року. Воював на 1-му Українському фронті в 350-й стрілецькій дивізії.
Починаючи з 13 липня 1944 року Бурлака брав участь у Львівсько-Сандомирській операції у складі 13-ї армії. 18 липня дивізія форсувала річку Західний Буг у районі міста Кристинопіль (Червоноград) Львівської області, 24 липня — річку Сан, а 29 липня — вийшла до річки Вісла. Через півтора дня передові підрозділи дивізії переправилися через Віслу і захопили невеликий плацдарм, який у подальшому отримав популярність як Сандомирський плацдарм.
У ході операції по захопленню та утриманню плацдарму, 18 липня 1944 року при форсуванні річки Західний Буг Бурлака першим переправився вбрід і встановив кулемет на зенітну установку, за допомогою якого відбивав нальоти ворожої авіації. Біля річки Сан 24 липня 1944 року, ведучи кулеметний вогонь, Бурлака знищив вісім ворожих солдатів і чотирьох взяв у полон. 29 липня першим перейшов річку Вісла південніше міста Сандомир і прикривав вогнем переправу своїх підрозділів.
Указом Президії Верховної Ради СРСР від 23 вересня 1944 року за мужність і героїзм, проявлені у Львівсько-Сандомирській операції, червоноармійцеві Бурлаці Ісаку Юхимовичу присвоєно звання Героя Радянського Союзу.
Надалі Бурлака бився на Сандомирському плацдармі у складі своєї дивізії, а потім — у складі 908-го стрілецького полку 246-ї стрілецької дивізії 60-ї армії.
Молодший сержант І.Ю. Бурлака загинув 13 грудня 1944 року. Похований у селі Бжезі (в районі міста Сандомир, Свентокшиське воєводство, Польща).